# Лумблия
Лумблия (хорв. lumblija) — хорватский сладкий пирог родом с острова Корчула.

## История
Пирог возник в городе Блато. Согласно легенде, его история восходит ко временам оккупации Хорватии наполеоновской Францией (1806-1813). В основе легенды — любовь французского солдата-пекаря и молодой блайки. Поскольку им пришлось расстаться в связи с уходом французской армии, пекарь подарил своей возлюбленной пирог со словами «n'oublie pas» (не забывай меня)», которые она, не очень хорошо зная французский, расслышала как «lumblia». По словам жителей Блато, с тех пор у них пекут лумблию.
Также, по словам жителей Вела-Лука, возможно, история лумблии восходит к XIII веку, ко времени битвы с участием Марко Поло, где сражались венецианский и генуэзский флоты. Вернувшись с боя, три галеры укрылись в глубокой бухте с тремя источниками, где местные жители снабжали их пресной водой и ароматным хлебом. Жители Вела-Луки утверждают, что Вела-Лука — очень глубокая бухта, что на самом деле так и есть, и что в Вела-Луке есть три источника. Ароматный хлеб, должно быть, лумблия, потому что его перевозили на кораблях, поскольку он имеет длительный срок хранения.
Историк и архивист Тонко Барчот, руководитель Центра архивных коллекций Корчула-Ластово, считает, что в древние времена лумблия была повсеместно распространена в Средиземноморье и называлась oblija. Этимологически название произошло от его круглой формы. Распространение обычая можно датировать VII веком, когда католическая церковь ввела Собор Всех Святых.
В прошлом лумблию дарили в качестве церемониального хлеба крестным отцам и старшим членам семьи. Лумблия похожа на ложеницу (lojenica) из восточной части Корчулы, которую выпекают на День Святого Мартина.
Лумблию пекут в День поминовения усопших в начале ноября. Это связало историю любви с каждым воспоминанием об отношениях с любимым человеком.
В память об этой легенде ежегодно в Блато, в День всех святых и на День Блато, на местной площади освящают и пробуют блатскую лумблию. Также проводится традиционное мероприятие «Дни блатской лумблии» — выставка, дегустация и конкурс на лучшую лумблию, организованные туристическим советом муниципалитета Блато. Изготовление лумблии также поддерживается Ассоциацией рыцарей Кумпанджии. Они готовят пирог к своей традиционной вечеринке, которую проводят в конце февраля.

## Ингредиенты
Пирог готовят из ингредиентов, которые заготавливают и собирают летом. В состав входят мука, дрожжи, миндаль, грецкие орехи, курага, апельсин, лимон, «вареник» (виноградный соус) или прошек, сахар, сливочное масло, оливковое масло, мускатный орех, гвоздика, корица, анис, соль. Лумблия — это пирог, который хранится долго и становится вкуснее со временем.